# Сапожников, Владимир Васильевич
Владимир Васильевич Сапожников (1914-1982) — заместитель командира эскадрильи 23-го авиационного полка 53-й авиационной дивизии 5-го авиационного корпуса дальнего действия (АДД), майор. Герой Советского Союза.

## Биография

### Юность
Родился 14 июня 1914 года в городе Якутск ныне столице Республики Саха (Якутия) в семье рабочего. Русский. Окончил 7 классов и школу ФЗУ. Учился в Воронежском сельскохозяйственном институте.

### Военные заслуги
В Красной Армии с 1934 года. В 1937 году окончил Энгельсскую военную школу лётчиков. Участник освободительного похода советских войск в Западную Украину и Западную Белоруссию 1939 года, советско-финской войны 1939—1940 годов. В боях Великой Отечественной войны с 1941 года. Член ВКП(б)/КПСС с 1941 года.
В 1942 году за боевые заслуги был представлен к награждению орденом Красной Звезды. Из приказа № 021 от 6 января 1942 года командование Западного фронта: «За время борьбы с германским фашизмом имеет 13 боевых вылетов, после приказа НКС № 0299 имеет 7 боевых вылетов. Сапожников летает в тяжёлых метеоусловиях и точно поражает цель. В одном из полётов на аэродром противника из-за плохой метеообстановки Сапожников производил бомбометание с высоты 700 метров. Задание было с высоты 2000 метров, сделал первый заход Сапожников и был встречен ураганным огнём, несмотря на это, он сделал 3 захода, выполня задание на отлично, уничтожив заданный объект».
В 1943 года за боевые заслуги был представлен к награждению орденом Ленина. Из наградного листа Авиации дальнего действия :«Работая на Сталинградском и Северо-Кавказских фронтах, совершил по 2 боевых вылета в ночь, нанёс врагу большой урон в живой силе и технике. На Сталинградском фронте совершил 65 боевых вылетов ночью и на Северо-Кавказском боевом фронте — 32 вылета. За хорошую организацию боевой работы и умелое руководство подчинёнными, назначен командиром отряда, где справляется со своей работой хорошо».
В 1943 году за боевые заслуги был представлен к награждению орденом Красного Знамени. Из наградного листа: 3.9.1942 года, совершая налёт на аэродром противника, пролетая сквозь сильный заградительный огонь и прожекторов противника, выполнил задание, в результате этого вылета отмечено 3 очага пожара и 2 взрыва. Во всех случаях боевой работы проявляет исключительное спокойствие, мужество и находчивость в выполнении поставленной задачи.
Заместитель командира эскадрильи 23-го авиационного полка (53-я авиационная дивизия, 5-й авиационный корпус, АДД) майор Владимир Сапожников к апрелю 1944 года совершил триста шестьдесят успешных боевых вылетов на бомбардировку скоплений вражеских войск, аэродромов, железнодорожных узлов и эшелонов, других военных объектов, нанеся противнику значительный урон, а также — на доставку боеприпасов и продовольствия передовым частям Красной Армии.
Указом Президиума Верховного Совета СССР от 19 августа 1944 года Владимиру Васильевичу Сапожникову было присвоено звание Героя Советского Союза.

### После войны
После войны В. В. Сапожников продолжал службу в Военно-Воздушных Силах. С 1957 года подполковник Сапожников В. В. — в запасе.
Жил и работал в городе Куйбышев (с 1991 года и ныне — Самара). Скончался 23 марта 1982 года. Похоронен в Самаре на кладбище «Рубежное».